# Ángel (Rafael, París)
Este Ángel es una de las cuatro tablas que formaban el retablo Baronci, obra del pintor italiano Rafael. Está realizado al óleo sobre tabla. Mide 57 cm de alto y 36 cm de ancho. Fue pintado en 1500-1501. Se encuentra en el Museo del Louvre, París, Francia. 

## Historia
El Retablo Baronci (en italiano Pala Baronci) también es conocido como Pala di San Nicola da Tolentino (Retablo de san Nicolás de Tolentino). El 10 de diciembre de 1500, Rafael y Evangelista da Pian di Meleto, un pintor mayor del taller del padre de Rafael, recibieron el encargo de pintar juntos un gran retablo dedicado a Nicolás de Tolentino para la capilla Baronci en la iglesia de San Agustín en Città di Castello, cerca de Urbino. En los documentos Rafael, a diferencia de su colaborador, es mencionado como magister ("maestro"). La obra se finalizó el 3 de septiembre de 1501.
Durante un fuerte terremoto en 1789 la obra resultó tan dañada que decidieron serrarla en pedazos y mostrar solo las partes no afectadas. Ese mismo año, el papa Pío VI adquirió los fragmentos para las Colecciones Vaticanas, donde permanecieron hasta 1849. No está claro lo que ocurrió con ellos después. Solo muchos años más tarde los estudiosos pudieron localizar seis piezas diferentes, cuatro fragmentos de la pintura principal y dos predelas, que han entrado a formar parte de diferentes colecciones.

## Descripción de la obra
Se trataba de un retablo, pintado al óleo sobre madera. Una imagen de la obra al completo se encuentra en una copia del siglo XVIII en la Pinacoteca cívica en Città di Castello. Esbozos preliminares de Rafael se pueden encontrar en el Museo Wicar, Lille y el Museo Ashmolean, Oxford. 
Sobre la base de estos dibujos se ha asumido que el diseño del altar es enteramente obra de Rafael, mientras que en la ejecución fue ayudado por Evangelista da Pian di Meleto. Lo más probable es que Rafael pintara el retablo y Pian di Mileto las predelas.
En el centro del retablo aparecía Nicolás de Tolentino, en pie, bajo una arquería, con el diablo a sus pies. Junto a él había tres ángeles. Por encima, Dios Padre con una corona en la mano, y rodeado de cabezas de ángeles. A su izquierda, estaban pintados la Virgen María y San Agustín de Hipona.

## Fragmentos supervivientes
Fragmentos del retablo principal:

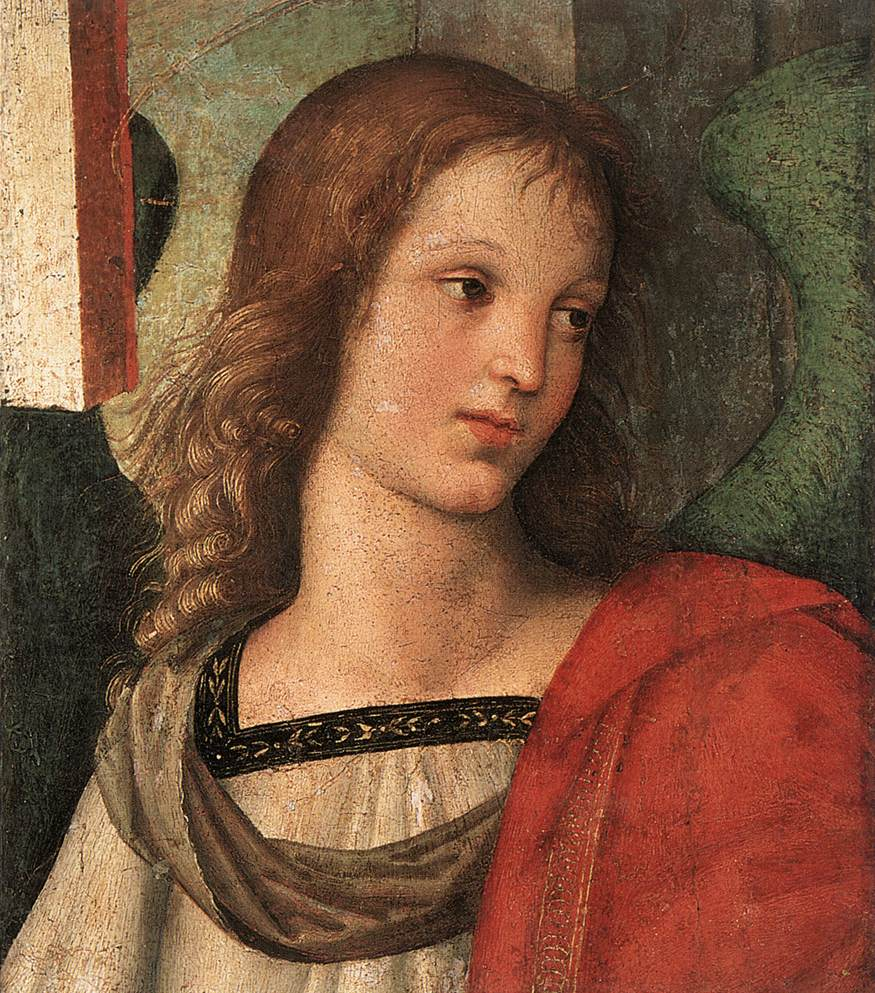
Ángel expuesto en Brescia.

- Dios Padre, 112 x 75 cm Nápoles, Museo de Capodimonte.
- Virgen María, 51 x 41 cm. Nápoles, Museo de Capodimonte.
- Ángel, 57 x 36 cm. París, Museo del Louvre.
- Ángel, 31 x 27 cm Brescia, Pinacoteca Tosio Martinengo.

Predelas:
- San Nicolás de Tolentino resucitando dos perdices, 29.2 x 54.0 cm. Detroit, Institute of Art.

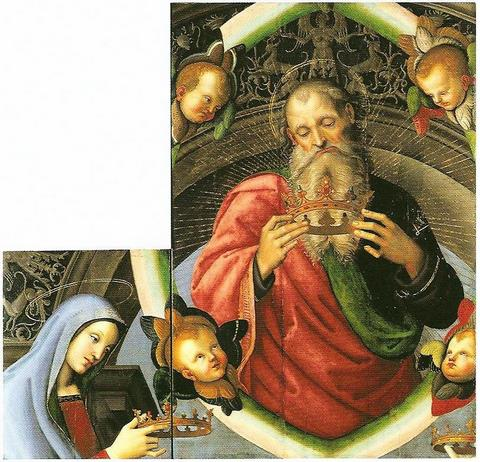
Dios Padre y Virgen María expuestos en el Museo de Capodimonte, Nápoles

- San Nicolás de Tolentino rescatando a un niño que iba a ahogarse, 26.7 x 51.8 cm. Detroit, Institute of Art.